# Charles Berlioz
Pour les articles homonymes, voir Berlioz (homonymie).
Charles Louis Marie Joseph Berlioz, dit Charles Ludovic Berlioz, né le 19 mars 1861 à Rouen et mort le 14 février 1929 à Paris 7e, est un peintre français.

## Biographie
Bachelier ès sciences, il est nommé aspirant répétiteur au lycée de Vendôme puis est employé à la préfecture de la Seine, il se fait connaître comme peintre paysagiste, expose au Salon des indépendants de 1895 à 1929 et au Salon d'Automne (1911) et est remarqué pour les toiles L'Automne à Osny, Le Ruisseau de Lamalou, Matin à Brunoy et Le Ritoulet à Lamalou.